# Vladimír Hirsch
Pour les articles homonymes, voir Hirsch.
Vladimír Hirsch  (né à Benešov, Tchécoslovaquie, actuellement Tchéquie, le 3 juillet 1954) est un compositeur de musique contemporaine, industrielle et dark ambient et musicien (claviériste) tchèque, fondateur du style, nommé par lui "musique intégrée". Son style de composition se caractérise par l’architecture polymodale, la polytonalité et l’utilisation de la technique numérique pour améliorer les moyens d’expression sonores, où les éléments classiques modernes se fondent dans des paysages sonores expérimentaux. Sa musique est marquée par une atmosphère sombre, tendue et tempétueuse. En plus de créer des œuvres en solo, il est cofondateur et personnalité principale du groupe Skrol, du duo Aghiatrias et de divers autres projets Subpop Squeeze, Luminar Ax et Tiria. Entre 1986 et 1995, il a été membre du post-punk groupe expérimental Der Marabu. 

## Travaux
La musique de Vladimír Hirsch passe de manipulations expérimentales à une rigueur de composition sans équivoque, enrichie de thèmes conceptuels allant de la métaphysique à l’anxiété en passant par la spiritualité.
Les œuvres les plus importantes sont la Symphonie N° 4: Descent From The Cross et sa version revisitée Graue Passion, combinant des moyens naturellement expressifs allant de la forme symphonique à la forme post-industrielle, album conceptuel électronique (ambient industriel)  Underlying Scapes , le cycle de prières musicales "Invocationes", albums néoclassiques obscurs et ambiants "Exorcisms" ou "Contemplatio Per Nexus", la messe industrielle néo-classique "Missa Armata", composition électroacoustique "Endoanathymia", comme des albums entièrement conceptuels, bandes sonores adaptées "Tobruk" et classique contemporaine "Markéta, the daughter of Lazar", œuvre symphonique numérique "Axonal Transit", dark ambient "Scripta Soli", sélection de compositions pour orgue et piano "Selected Organ and Piano Works" (les œuvres pour orgue et piano) ou Concerto For Organ No.2 "Horae".
Les œuvres de Hirsch représentent une perception et une expression immersives du dialogue interne omniprésent, mais surtout, le combat entre la spiritualité et la ressemblance anthropocentrique et matérialiste de la société contemporaine. Ce thème mêle la plupart des œuvres du compositeur. En 2010, toutes les œuvres principales ont été publiées sous la forme du coffret "The Assent To Paradoxon"  de la maison d'édition italienne Ars Benevola Mater. Dans ses œuvres solos, Hirsch coopère également avec plusieurs artistes - surtout des chanteurs - principalement des participants à ses projets collaboratifs (Martina Sanollová, Dawn Carlyle, alias Dove Hermosa, Nadya Feir, etc.).

## Discographie sélective

### Discographie solo
- Synthetics - Themes, projet expérimental, DMR (CD), 1987
- Organ Pieces; album de compositions pour orgue, DMA (MC) 1990
- Concert industriel pour orgue, concert pour orgue, percussions et ensemble intégré, 1997. orgue: Vladimír Hirsch. Édité 2007 par Ars Benevola Mater
- Symphonies no.2 & 3, symphonies pour synthétiseurs (no.2) et pour orchestre intégré, orgue, percussions et mezzo-soprano (no.3), 1999. orgue: Vladimír Hirsch, mezzo-soprano: Martina Sanollová. Released 2006 by Ars Benevola Mater.
- Sense Geometry, album thématique - musique expérimentale 1998-1999, révisé 2004; édité 2006 par Ars Benevola Mater.
- Fragments, thèmes et images scéniques, sélections de musique scénique; édité  2005 par Ars Benevola Mater
- Exorcisms, suite pour ensemble intégré, 1999-2000, rév. 2005; édité 2006 par Ars Benevola Mater.
- Symfonie č.4, “Snímání z kříže” (Descent From The Cross), symphonie pour orchestre intégré, solistes et chœur; 2001, rév. 2006, édité 2006 par Ars Benevola Mater.
- Les scènes ardentes, album conceptuel; édité 2006 par Ars Benevola Mater
- Torment of Naissance, album thématique, 2007; édité 2008 par Integrated Music Records
- Tobruk, l'album conceptuel (soundtrack), 2008; édité 2008 par Integrated Music Records
- Epidemic Mind, album conceptuel, 2008; édité 2008 par Integrated Music Records
- Contemplatio per nexus, dark ambient album, 2009; édité par Ars Benevola Mater
- Nonterra, suite pour l'ensemble intégré, 2009; édité 2006 par Ars Benevola Mater
- Graue Passion, op. 67b, version révisée de la Symphonie no.4, 2009
- Underlying Scapes, dark ambient album; 2010, Ars Benevola Mater (CD)
- The Assent To Paradoxon - Collection de 7 CD: Sense Geometry, Concert industriel pour orgue, Contemplatio per nexus, Nonterra, Symphony no. 4, Les Scènes ardentes et Exorcisms. Édité par l'édition italienne Ars Benevola Mater, 2010
- Cryptosynaxis, DVD album; 2010, Integrated Music Records
- Selected Organ & Piano Works,  2CDr, DIG, Integrated Music Records/Surrism Phonoethics, 2013
- The Sheep Barn Entertainment (Subpop Squeeze), Alkemy Brothers, digital, 2013
- Axonal Transit, CDr, Integrated Music Records, 2014
- Horae (Organ Concerto No.2), DIG, Surrism Phonoethics, 2015
- Anacreontics (Subpop Squeeze), CD, E-Klageto, 2017
- Scripta Soli, CD, Old Captain, 2017

### Discographie de groupes et de projets
- Cruci-Fiction (Der Marabu)”,  MC, D,M,R, 1994, (reedition CDr, CatchArrow Recordings 2000)
- All Of Us Will Fall Away” (Der Marabu),  CDr, CatchArrow Recordings, 1996
- Martyria (Skrol), 10´´, Loki Foundation (Power & Steel), 1999
- Heretical Antiphony (Skrol), CD, M.D.Propaganda, 1999
- Field Mass, (Aghiatrias) CDr, CatchArrow Recordings, 1999
- Geometrie nevědomí (Zygote), CDr, CatchArrow Recordings, 2000
- Insomnia Dei (Skrol), CD, RRRecords, 2001
- Epidaemia Vanitatis (Aghiatrias), CD, Integrated Music Records, 2002
- Regions Of Limen (Aghiatrias), Epidemie Records, 2004
- Ethos (Aghiatrias), Epidemie Records, 2006
- Reliquary (Aghiatrias), CDr, Integrated Music Records, 2007
- New Laws, New Orders (Skrol), CD, Twilight Records, 2009
- Luminar Ax (Luminar Ax), digital release, LBA Records, 2011
- Live (Skrol), digital release, LBA Records, 2011
- Elysium (Tiria), LBA Composers, USA, CD & digital, 2013
- The Sheep Barn Entertainment (Subpop Squeeze), Alkemy Brothers (Black Work), USA, digital release, 2014
- Introscan (Subpop Squeeze) , CatchArrow Recordings, digital, 2016
- Anacreontics (Subpop Squeeze[7]), E-Klageto (division of PsychKG), CD, 2017
- Scripta Soli, Old Captain, CD, 2017